# 안나 앵카
안나 앵카(Anna Anka, 1971년 4월 28일 ~ )는  스웨덴과 미국의 모델, 배우, 그리고 작가이다. 그녀는 캐나다 가수 폴 앵카와 결혼했다.